# وادي الأمان
مومين أو وادي الأمان هو مسلسل أنمي ياباني-فلندي-سويدي، مقتبس من رواية مومين للمؤلفة الفلندية توفي يانسون وشقيقها لارس جانسون. أنتج عام 1990.

## القصة
تدور القصة حول مغامرات مومين (امان) واصدقائه في وادي المومين (وادي الامان) وما يواجهونه من متاعب وكيف يتغلبون على الصعاب. مومين فتى طيب يحب المغامر والاستكشاف مع صديقه سنوفكين (هادي) ذو الشخصية الغامضة والهادئة وايضا دائما ما يحب مومين تجنب مي الصغيرة حتى لا تقع في مشاكل خوفا عليها وكذلك يحب اللعب مع صديقته المفضلة فلورين (سناء) انها فتاة لطيفة تحب مساعدة اصدقائها واللعب معهم وايضا صديقهم سنف (ظريف) قد يبدو ابله ولا يجيد التصرف ولكنه طيب القلب ويحب المساعدة واللعب واللهو مع اصدقاءه.

## الشخصيات
| - مومين (امان في النسخة العربية) - أم مومين (ام امان في النسخة العربية) - أبو مومين (أبو امان في النسخة العربية) - سنوفكين (هادي في النسخة العربية) - مي الصغيرة - فلورين (سناء في النسخة العربية) - سنف (ظريف في النسخة العربية) - هيمولين (حصيف في النسخة العربية) - سني شقيق فلورين. - مشاغب - غروكي (الباردة في النسخة العربية) - المخلوقات الضاحكة - ميساء - فلة - ثنغمي وبوب (رضي وبهي في النسخة العربية) | - توتي - الساحرة - آليس (لميس في النسخة العربية) حفيدة الساحرة - نيني - الغول - العمة لولا عمة أبو مومين - ليما مستخدمة المسرح - سيدة فليجونك (سيدة البرد في النسخة العربية) - قمور - الفأر الفيلسوف - مفتش الشرطة - ساعي البريد - أبو سنوفكين - أبو سنف - أم سنف - أم مي وسنوفكين |

## وصلات خارجية
- وادي الأمان على موقع IMDb (الإنجليزية)
- وادي الأمان على موقع كينوبويسك (الروسية)
- وادي الأمان على موقع ألو سيني (الفرنسية)
- وادي الأمان على موقع قاعدة بيانات الفيلم (الإنجليزية)
- وادي الأمان على موقع ANN anime (الإنجليزية)

 (بالإنجليزية)